# Joulter Cays
Joulter Cays är öar i Bahamas.   De ligger i distriktet North Andros District, i den västra delen av landet, 80 km väster om huvudstaden Nassau.